# Rothenuffler Berg
Der Rothenuffler Berg ist ein rund 245 m ü. NHN hoher Berg im Wiehengebirge im westfälischen Kreis Minden-Lübbecke. Er liegt auf der Grenze der Gemeinde Hille zur Stadt Bad Oeynhausen, die hier im Zuge des Gebirgskammes verläuft. Der Gipfelpunkt selbst liegt auf dem Gebiet der Stadt Bad Oeynhausen.

## Beschreibung
Der Rothenuffler Berg hat wie fast alle Berge im Wiehengebirge einen langgestreckten Kammgipfel (Egge) und ist von den westlich anschließenden Gipfeln nur durch Dören getrennt. Der Berg wird dennoch als markanter Gipfel wahrgenommen, da die sich anschließende Döre 700 Meter westlich des Berges, der Pass bei, bzw. in Bergkirchen, sehr ausgeprägt ist.
Jenseits des Passes liegt der Bergkirchener Kopf. Beide Berge bilden für den Gebirgspass die flankierenden Höhen. Der Rothenuffler Berg stellt auch den westlichen Eckpfeiler des geschlossenen, knapp 10 Kilometer langen und zwischen 0,5 und 2,2 Kilometer breiten Waldgürtels vom Durchbruch der Porta Westfalica bis hierher dar, denn der Pass bei Bergkirchen ist für einen kurzen Abschnitt waldfrei.
2,5 Kilometer nördlich des Berges liegt die namensgebende Ortschaft Rothenuffeln.

## Tourismus
Über den Berg verlaufen der Wittekindsweg, der E11 und der Rundwanderweg Rund um den Jordansprudel. Unweit südlich des Gipfels verläuft der Mühlensteig. Im Osten bei Bergkirchen verläuft der Nikolausweg.